# Janko Rakuša
Janko Rakuša (Mihalovci, Ormož, 15. svibnja 1901. – Zagreb, 10. veljače 1945.) bio je hrvatski glumac. 30-ih i 40-ih godina prošlog stoljeća bio je prvak Drame Hrvatskog narodnog kazališta u Zagrebu. Također je glumio i u igranim filmovima. Vlasti NDH su ga uhitile u prosincu 1944., a prema informacijama prokazao ga je novinar Ive Mihovilović. Obješen je u Remetincu prije sloma NDH.

## Životopis
Rakuša je završio dramsku školu Konzervatorija Glazbene matice u Ljubljani. Prvi put je kao glumac i nastupio u Ljubljani, u Narodnom gledališču kao Luka u drami Maksima Gorkoga "Na dnu" – tamo ostaje u angažmanu do 1921.  Njegov je opsežni repertoar obuhvaćao jednako uloge u klasičnim i u suvremenim dramskim djelima, dominiraju one psihološko-karakternoga tipa, a pokazivao je i smisao za diskretnu komiku. Igrao je velik broj velikih uloga u svim kazalištima u kojima je nastupao (Sarajevo, Osijek, Split, Skopje, Maribor, Osijek i Beograd): Peer Gynt, Damjan u Vojnovićevoj drame "Smrt majke Jugovića", Križovec u Krležinoj drami "U agoniji", Puba u "Gospodi Glembajevima", Aurel u "Ledi" itd. 
U Zagrebu je angažiran 1934. Posljednji put je nastupio u Malom kazalištu u Frankopanskoj (danas GDK Gavella) 17. prosinca 1944. kao Valent Korpar u "Gospodskom djetetu" Kalmana Mesarića.
Kao osvjedočeni antifašist i marksist bio je od prvih dana NDH aktivist NOP-a. Prvi put je bio uhićen 1. travnja 1942., uoči proslave prve godišnjice NDH kada je uhićen i postolarski majstor iz kazališta Tomo Fadljević, a da ne bi provocirali nezgodna događanja na proslavi jubileja uhitio ih je Gestapo i isljeđivao četiri dana i četiri noći. Prema kasnijoj izjavi Fadljevića, Gestapovci nisu uspjeli izmamiti od Rakuše nikakvo priznanje, pa su ga zbog pomanjkanja dokaza pustili. Bilo je to nekoliko dana prije premijere Fausta u kojem je igrao Mefista. Drugo uhićenje bilo je u prosincu 1944. godine, kada je njegovo zdravlje bilo opasno narušeno. Mučio ga je čir na želucu i žuč, tako da mu je na jednoj od posljednjih predstava liječnik u pauzi morao dati injekciju da izdrži do kraja. Pod mučenjem nije spomenuo nikoga iz kazališta, što je i njima davalo snage da izdrže – posvjedočio je Rakušin kolega i suborac Ante Boglić, koji je Rakušu poslije njegova drugog uhićenja potkraj prosinca 1944. sreo u zatvoru na Savskoj cesti.
Njegov posljednji nastup bio je 17. prosinca 1944. u Mesarićevoj komediji Gospodsko dijete.  10. veljače 1945. vlasti NDH su ga objesile gologa na rasvjetni stup u Remetincu. Istoga dana kada je obješen njegov kolega glumac Joso Martinčević došao je u kazalište izbezumljen rekavši kako je na putu vidio kolegu koji visi obješen. Dana 21. prosinca 1945. pokopan je u zajedničku grobnicu na zagrebačkom groblju Mirogoj.

## Spomen
U spomen na Janka Rakušu imenovana je jedna ulica u zagrebačkoj gradskoj četvrti Peščenica – Žitnjak, u Folnegovićevom naselju.

## Filmografija

### Filmske uloge
- "Lisinski" (1944.)

## Vanjske poveznice
- Janko Rakuša u internetskoj bazi filmova IMDb-u (engl.)